# Contea di Passaic
La contea di Passaic, in inglese Passaic County, è una contea del nord-est del New Jersey negli Stati Uniti. Il capoluogo è Paterson. Fa parte dell'area metropolitana di New York.

## Geografia fisica
La contea confina a nord con la contea di Orange dello Stato di New York, a nord-est con quella di Rockland nello Stato di New York, a est con la contea di Bergen, a sud con la contea di Essex, a ovest con quella di Morris e a nord-ovest con la contea di Sussex.
Il territorio è prevalentemente pianeggiante nell'area sud-orientale e montuoso in quella nord-occidentale dove la contea raggiunge la massima elevazione di 451 metri del Bearfort Ridge.
Il fiume principale è il Passaic che dà il nome alla contea. Il Passaic forma delle spettacolari cascate a Paterson e segna parte del confine con la contea di Bergen. Al confine meridionale con la contea di Morris scorre il fiume Pequannock, che alla confluenza con il fiume Ramapo forma il Pompton, un affluente del Passaic. Il nord-ovest è ricco di laghi. Tra questi i maggiori sono la Wanaque Reservoir ed il Greenwood Lake, posto al confine con lo Stato di New York.
La città maggiore ed il capoluogo di contea è Paterson. Altre città importanti sono Passaic, Clifton e Wayne.

## Storia
I nativi Lenape abitavano la regione.
Con la necessità di rendere gli Stati Uniti autonomi dall'industria inglese la Society for the Establishment of Useful Manufactures decise di sfruttare ai fini industriali le cascate del fiume Passaic. L'anno successivo fu fondata la città di Paterson che avrà un ruolo determinante nello sviluppo industriale degli Stati Uniti.
La contea fu fondata nel 1837 unendo territori che fino ad allora facevano parte delle contee di Bergen e di Essex e prende il nome dall'omonimo fiume.

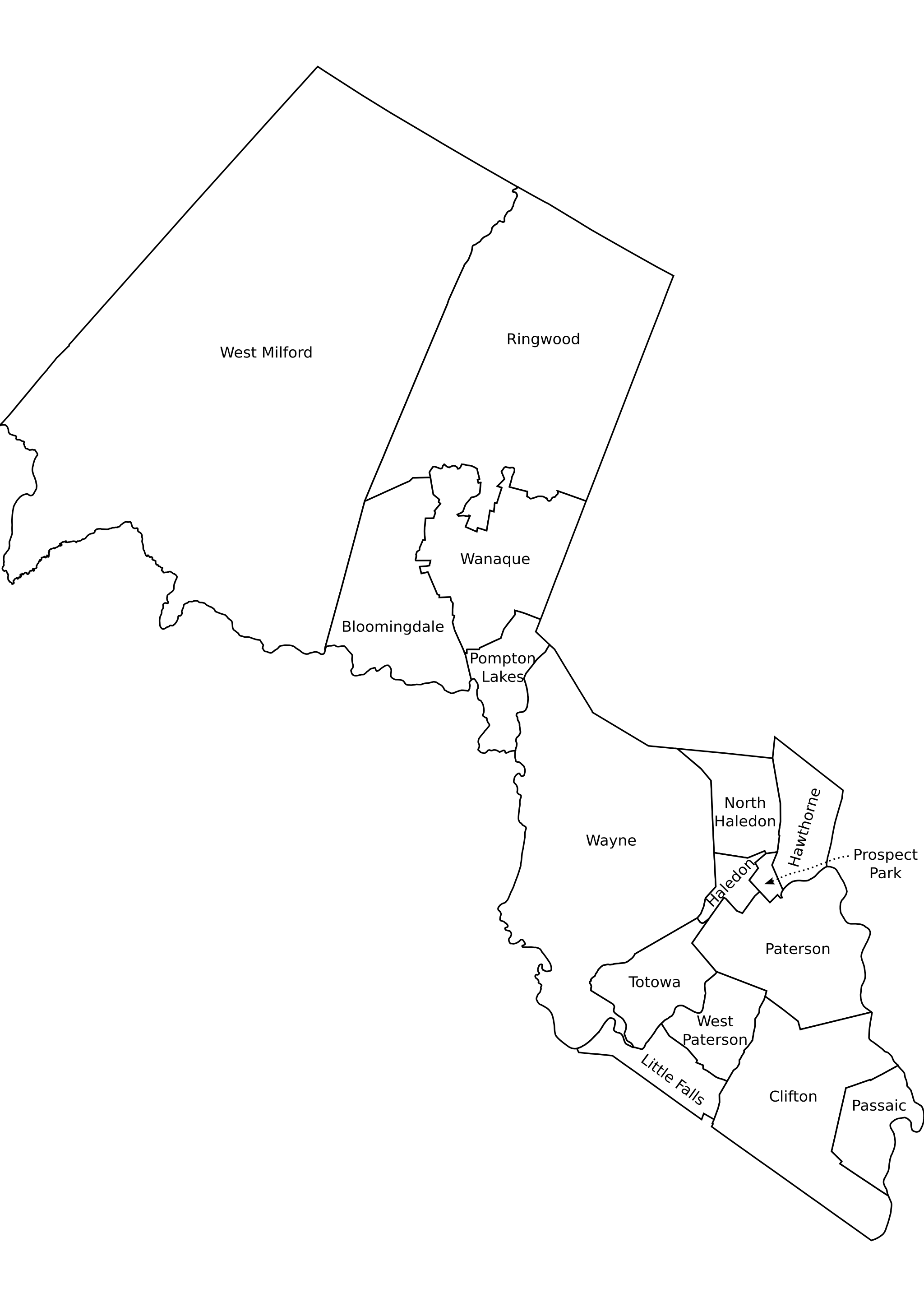
Suddivisione amministrativa della contea di Passaic

## Comuni
- Bloomingdale - borough
- Clifton - city
- Haledon - borough
- Hawthorne- borough
- Little Falls - township
- North Haledon - borough
- Passaic - city
- Paterson - city
- Pompton Lakes - borough
- Prospect Park - borough
- Ringwood - borough
- Totowa - borough
- Wanaque - borough
- Wayne - township
- West Milford - township
- Woodland Park - borough (West Paterson fino al 31 dicembre 2008[3])

## Monumenti e luoghi d'interesse
- Abram Hewitt State Forest

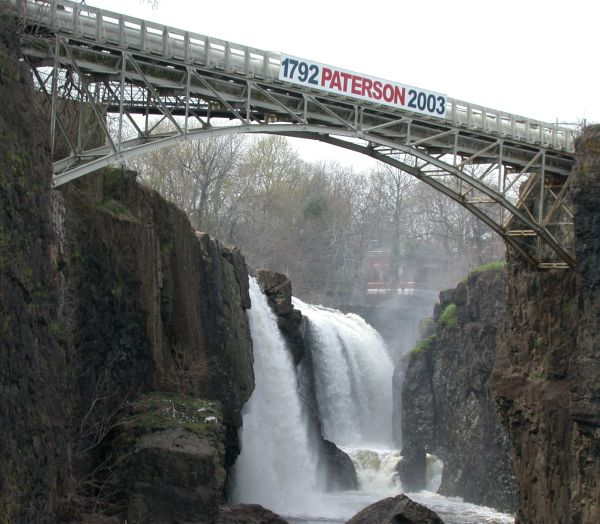
Le cascate del fiume Passaic a Paterson

- Cascate del fiume Passaic a Paterson
- Lambert Castle - residenza fatta edificare nel 1892 dall'industriale della seta Catholina Lambert.
- Museo di Paterson - ospita testimonianze del ricco passato industriale della città. In particolare una collezione di locomotive a vapore prodotte dall'industria locale "Rogers Locomotive and Machine Works" nei cui edifici il museo è ospitato.
- Parco statale di Ringwood
- Skylands - residenza di Ringwood nei cui giardini è situato il giardino botanico dello Stato del New Jersey.